# Hardin, Kentucky
Hardin är en ort i Marshall County, Kentucky, USA. År 2000 hade orten 564 invånare. Den har enligt United States Census Bureau en area på 1,5 km², allt är land.